# Perdita (geslacht)
Perdita is een geslacht van bijen uit de familie Andrenidae.
De wetenschappelijke naam is voor het eerst geldig gepubliceerd in 1853 door Frederick Smith. De typesoort is Perdita halictoides Smith.
Het is een omvangrijk geslacht. In 1992 omvatte het 769 benoemde soorten en ondersoorten.
Perdita komt voor in Noord- en Centraal-Amerika, met de hoogste soortendiversiteit in het zuidwesten van de Verenigde Staten en het noorden van Mexico. Het zijn relatief kleine, solitaire bijen, die meestal nestelen in de bodem.

## Soorten
Deze lijst van 630 stuks is mogelijk niet compleet.
- P. abbreviata Timberlake, 1980
- P. abdominalis Timberlake, 1960
- P. abducta Timberlake, 1980
- P. acaciae Timberlake, 1962
- P. acapulcona Timberlake, 1954
- P. accepta Timberlake, 1958
- P. aculeata Timberlake, 1968
- P. adjuncta Timberlake, 1958
- P. adustiventris Timberlake, 1964
- P. aemula Timberlake, 1958
- P. affecta Timberlake, 1971
- P. affinis Cresson, 1878
- P. agasta Timberlake, 1958
- P. ainsliei Crawford, 1932
- P. albata Timberlake, 1968
- P. albescens Timberlake, 1980
- P. albihirta Timberlake, 1954
- P. albipennis Cresson, 1868
- P. albipes Timberlake, 1962
- P. albiventris Timberlake, 1964
- P. albofasciata Timberlake, 1968
- P. albomaculata Timberlake, 1980
- P. albomarginata Timberlake, 1980
- P. albonotata Timberlake, 1954
- P. albopicta Timberlake, 1958
- P. albovittata Cockerell, 1895
- P. alexi Timberlake, 1968
- P. algodones Timberlake, 1980
- P. ambigua Timberlake, 1964
- P. amicula Timberlake, 1964
- P. amoena Timberlake, 1956
- P. ampla Timberlake, 1971
- P. amplipennis Timberlake, 1962
- P. ancoralis Timberlake, 1968
- P. angellata Griswold, 1993
- P. annectens Timberlake, 1968
- P. annexa Timberlake, 1960
- P. apacheorum Timberlake, 1960
- P. aperta Timberlake, 1968
- P. apicalis Timberlake, 1977
- P. aplopappi Timberlake, 1960
- P. arenaria Timberlake, 1954
- P. argemones Timberlake, 1956
- P. aridella Timberlake, 1960
- P. arizonica Timberlake, 1956
- P. arnaudi Timberlake, 1958
- P. ashmeadi Cockerell, 1899
- P. assimilis Timberlake, 1964
- P. associata Timberlake, 1968
- P. asteris Cockerell, 1896
- P. atrata Timberlake, 1964
- P. atriventris Timberlake, 1960
- P. atrovirens Timberlake, 1968
- P. aureovittata Cockerell, 1916
- P. austini Cockerell, 1895
- P. autumnalis Timberlake, 1977
- P. baccharidis Cockerell, 1900
- P. barri Timberlake, 1964
- P. basinicola Timberlake, 1968
- P. beameri Timberlake, 1964
- P. beata Cockerell, 1895
- P. beatula Timberlake, 1960
- P. bebbiae Timberlake, 1956
- P. bellula Timberlake, 1954
- P. bequaerti Viereck, 1917
- P. bequaertiana Cockerell, 1951
- P. bicuspidariae Timberlake, 1962
- P. bidentata Timberlake, 1956
- P. bifasciata Timberlake, 1977
- P. bigeloviae Cockerell, 1896
- P. biguttata Timberlake, 1962
- P. bilobata Timberlake, 1956
- P. binotata Timberlake, 1954
- P. biornata Timberlake, 1980
- P. biparticeps Cockerell, 1896
- P. bishoppi Cockerell, 1906
- P. bispinata Timberlake, 1956
- P. blaisdelli Timberlake, 1954
- P. blanda Timberlake, 1958
- P. blatchleyi Timberlake, 1952
- P. bohartorum Parker, 1983
- P. boltoniae (Robertson, 1902)
- P. brachyglossa Timberlake, 1971
- P. bradleyana Timberlake, 1954
- P. bradleyi Viereck, 1907
- P. brevicornis Timberlake, 1980
- P. brevihirta Timberlake, 1962
- P. bridwelli Timberlake, 1960
- P. bruneri Cockerell, 1897
- P. butleri Timberlake, 1960
- P. caerulescens Timberlake, 1964
- P. californica (Cresson, 1878)
- P. calochorti Timberlake, 1956
- P. callicerata Cockerell, 1897
- P. calloleuca Cockerell, 1922
- P. cambarella Cockerell, 1906
- P. cara Timberlake, 1958
- P. cazieri Timberlake, 1960
- P. cephalotes (Cresson, 1878)
- P. ciliata Timberlake, 1958
- P. cinctiventris Timberlake, 1977
- P. cingulata Timberlake, 1980
- P. cladothricis Cockerell, 1896
- P. clarifacies Cockerell, 1923
- P. claripennis Timberlake, 1968
- P. claypolei Cockerell, 1901
- P. cleomellae Cockerell, 1925
- P. clypeata Timberlake, 1962
- P. coahuilensis Timberlake, 1954
- P. coalingensis Timberlake, 1956
- P. cochiseana Timberlake, 1971
- P. cognata Timberlake, 1960
- P. coldeniae Timberlake, 1954
- P. colei Timberlake, 1962
- P. compacta Timberlake, 1971
- P. compactilis Timberlake, 1980
- P. compta Timberlake, 1964
- P. concolor Timberlake, 1968
- P. concors Timberlake, 1958
- P. confinis Timberlake, 1971
- P. confusa Timberlake, 1964
- P. congrua Timberlake, 1971
- P. consimilis Timberlake, 1968
- P. consobrina Timberlake, 1928
- P. coreopsidis Cockerell, 1906
- P. cornishiana Timberlake, 1977
- P. covilleae Timberlake, 1958
- P. cowaniae Timberlake, 1956
- P. cracens Timberlake, 1980
- P. crandalli Timberlake, 1962
- P. crassihirta Timberlake, 1968
- P. crassula Timberlake, 1958
- P. craterognatha Timberlake, 1968
- P. croceipes Timberlake, 1960
- P. crotonis Cockerell, 1896
- P. cruciferarum Timberlake, 1968
- P. cushmani Timberlake, 1964
- P. cuspidata Timberlake, 1964
- P. chamaesarachae Cockerell, 1896
- P. chemsaki Timberlake, 1980
- P. chihuahua Timberlake, 1964
- P. chionostoma Timberlake, 1964
- P. chloris Timberlake, 1960
- P. chrysophila Cockerell, 1896
- P. chrysothamni Timberlake, 1958
- P. dalyi Timberlake, 1960
- P. dammersi Timberlake, 1964
- P. dasylirii Cockerell, 1907
- P. davidsoni Timberlake, 1964
- P. debilis Timberlake, 1968
- P. decemnotata Timberlake, 1962
- P. deltophora Timberlake, 1964
- P. dentata Timberlake, 1964
- P. depressa Timberlake, 1968
- P. dicksoni Timberlake, 1958
- P. dichroa Timberlake, 1958
- P. differens Timberlake, 1964
- P. difficilis Timberlake, 1964
- P. digna Timberlake, 1964
- P. digressa Timberlake, 1968
- P. dimidiata Timberlake, 1962
- P. diminutiva Timberlake, 1977
- P. discors Timberlake, 1964
- P. discreta Timberlake, 1954
- P. dispar Timberlake, 1964
- P. dispilota Timberlake, 1968
- P. dissimulans Timberlake, 1954
- P. distans Timberlake, 1962
- P. distincta Timberlake, 1964
- P. distropica Timberlake, 1956
- P. divaricata Timberlake, 1968
- P. diversa Timberlake, 1954
- P. dolanensis Neff, 2003
- P. dolichocephala Swenk & Cockerell, 1907
- P. dreisbachi Timberlake, 1964
- P. drymariae Timberlake, 1960
- P. dubia Cockerell, 1896
- P. duplicata Timberlake, 1964
- P. duplonotata Timberlake, 1956
- P. durangoensis Timberlake, 1960
- P. eickworti Timberlake, 1977
- P. electa Timberlake, 1960
- P. elegans Timberlake, 1960
- P. elimata Timberlake, 1964
- P. emarginata Timberlake, 1964
- P. ensenadensis Timberlake, 1960
- P. eremica Timberlake, 1964
- P. eremophila Timberlake, 1964
- P. eriastri Timberlake, 1964
- P. ericameriae Timberlake, 1958
- P. eriogoni Cockerell, 1925
- P. erudita Cockerell, 1923
- P. erythropyga Timberlake, 1962
- P. esmeraldensis Timberlake, 1977
- P. eucnides Timberlake, 1964
- P. euphorbiae Timberlake, 1954
- P. euzonata Timberlake, 1964
- P. evansi Timberlake, 1964
- P. ewarti Timberlake, 1971
- P. excellens Timberlake, 1958
- P. exclamans Cockerell, 1895
- P. exigua Timberlake, 1964
- P. exilis Timberlake, 1962
- P. eximia Timberlake, 1964
- P. eysenhardtiae Timberlake, 1964
- P. falcata Timberlake, 1964
- P. fallax Cockerell, 1896
- P. fallugiae Timberlake, 1956
- P. fasciatella Timberlake, 1980
- P. fedorensis Cockerell, 1916
- P. festiva Timberlake, 1958
- P. fidissima Timberlake, 1968
- P. fieldi Timberlake, 1956
- P. flavicauda Timberlake, 1960
- P. flaviceps Timberlake, 1960
- P. flavicornis Timberlake, 1980
- P. flavifrons Timberlake, 1968
- P. flavipes Timberlake, 1964
- P. flaviventris Timberlake, 1980
- P. floridensis Timberlake, 1928
- P. florissantella Cockerell, 1906
- P. foleyi Timberlake, 1958
- P. fortis Timberlake, 1971
- P. foveata Timberlake, 1956
- P. foxi Cockerell, 1895
- P. fracticincta Timberlake, 1953
- P. frontalis Timberlake, 1968
- P. fulvescens Timberlake, 1980
- P. fulvicauda Timberlake, 1962
- P. fulviventris Timberlake, 1980
- P. fumipennis Timberlake, 1964
- P. fuscipes Timberlake, 1968
- P. gemella Timberlake, 1964
- P. geminata Timberlake, 1964
- P. genalis Timberlake, 1964
- P. gentilis Timberlake, 1962
- P. georgica Timberlake, 1928
- P. gerardiae Crawford, 1932
- P. gerhardi Viereck, 1904
- P. gertschi Timberlake, 1958
- P. giliae Timberlake, 1954
- P. gillaspyi Timberlake, 1980
- P. glabrella Timberlake, 1968
- P. glabrescens Timberlake, 1962
- P. glamis Timberlake, 1980
- P. gracilior Timberlake, 1977
- P. gracilis Timberlake, 1964
- P. graenicheri Timberlake, 1947
- P. grandiceps Cockerell, 1896
- P. gratiosa Timberlake, 1971
- P. greggiae Timberlake, 1968
- P. guerreroensis Timberlake, 1964
- P. gutierreziae Cockerell, 1896
- P. haigi Timberlake, 1962
- P. halictoides Smith, 1853
- P. halli Timberlake, 1960
- P. heliophila Cockerell, 1916
- P. heliotropii Cockerell, 1900
- P. heterothecae Cockerell, 1900
- P. hidalgoensis Timberlake, 1968
- P. hiemalis Timberlake, 1980
- P. hilaris Timberlake, 1968
- P. hirsuta Cockerell, 1896
- P. hirtella Timberlake, 1968
- P. hirticeps Timberlake, 1960
- P. hirtuosa Timberlake, 1980
- P. holoxantha Timberlake, 1962
- P. hubbelli Timberlake, 1980
- P. humilis Timberlake, 1968
- P. hurdi Timberlake, 1956
- P. idahoensis Timberlake, 1958
- P. idonea Timberlake, 1968
- P. ignota Cockerell, 1896
- P. imbellis Timberlake, 1968
- P. imberbis Timberlake, 1968
- P. impar Timberlake, 1980
- P. impigra Timberlake, 1968
- P. impressa Timberlake, 1968
- P. impunctifrons Timberlake, 1958
- P. incana Timberlake, 1958
- P. incompta Timberlake, 1964
- P. indioensis Timberlake, 1960
- P. infelix Timberlake, 1964
- P. inflexa Timberlake, 1956
- P. infuscata Timberlake, 1977
- P. innotata Timberlake, 1964
- P. inornata Timberlake, 1962
- P. insequens Timberlake, 1968
- P. interrupta Cresson, 1878
- P. interserta Cockerell, 1922
- P. inyoensis Timberlake, 1977
- P. irregularis Timberlake, 1971
- P. irwini Timberlake, 1968
- P. isocomae Timberlake, 1958
- P. janzeni Timberlake, 1980
- P. jonesi Cockerell, 1906
- P. jucunda Timberlake, 1962
- P. kanabensis Timberlake, 1971
- P. keiferi Timberlake, 1928
- P. kiowi Griswold, 1988
- P. knowltoni Timberlake, 1960
- P. koebelei Timberlake, 1964
- P. krombeini Timberlake, 1960
- P. labergei Timberlake, 1960
- P. labrata Timberlake, 1962
- P. labrosa Timberlake, 1980
- P. larreae Cockerell, 1896
- P. lasiogastra Timberlake, 1929
- P. lateralis Timberlake, 1962
- P. laticincta Swenk & Cockerell, 1907
- P. layiae Cockerell, 1938
- P. leechi Timberlake, 1968
- P. lenis Timberlake, 1958
- P. lepachidis Cockerell, 1896
- P. lepidosparti Timberlake, 1958
- P. leucogastra Timberlake, 1964
- P. leucophylli Timberlake, 1964
- P. leucosticta Timberlake, 1964
- P. leucostoma Timberlake, 1956
- P. levigata Timberlake, 1968
- P. levissima Timberlake, 1964
- P. lingualis Cockerell, 1896
- P. linsleyi Timberlake, 1964
- P. lipovskyi Timberlake, 1964
- P. lompocensis Timberlake, 1958
- P. lucens Timberlake, 1962
- P. luciae Cockerell, 1899
- P. lucidella Timberlake, 1964
- P. luculenta Timberlake, 1968
- P. lunulata Timberlake, 1962
- P. lustrans Timberlake, 1964
- P. luteiceps Cockerell, 1896
- P. luteola Cockerell, 1894
- P. lycii Timberlake, 1964
- P. macneilli Timberlake, 1964
- P. macrostoma Cockerell, 1922
- P. macswaini Timberlake, 1964
- P. maculigera Cockerell, 1896
- P. maculipes Cockerell, 1896
- P. maculosa Timberlake, 1958
- P. maerens Timberlake, 1964
- P. maesta Timberlake, 1964
- P. malacothricis Timberlake, 1956
- P. mandibularis Timberlake, 1954
- P. marcialis Cockerell, 1896
- P. marginata Timberlake, 1964
- P. maritima Timberlake, 1954
- P. martini Cockerell, 1895
- P. mazatlanica Timberlake, 1980
- P. meconis Griswold, 1993
- P. media Timberlake, 1960
- P. medialis Timberlake, 1977
- P. megapyga Timberlake, 1954
- P. melanderi Timberlake, 1968
- P. melanochlora Cockerell, 1922
- P. melanogastra Timberlake, 1964
- P. melanops Timberlake, 1968
- P. melanostoma Swenk & Cockerell, 1907
- P. melanura Timberlake, 1962
- P. mentzeliae Cockerell, 1896
- P. mentzeliarum Cockerell, 1897
- P. mesillensis Timberlake, 1968
- P. mexicanorum Cockerell, 1896
- P. micans Timberlake, 1971
- P. microsticta Timberlake, 1960
- P. michelbacheri Timberlake, 1962
- P. micheneri Timberlake, 1956
- P. mimosae Timberlake, 1964
- P. mimula Timberlake, 1960
- P. minima Cockerell, 1923
- P. minuta Timberlake, 1980
- P. missionis Timberlake, 1958
- P. mitchelli Timberlake, 1947
- P. mitis Timberlake, 1971
- P. moabensis Timberlake, 1971
- P. modestissima Timberlake, 1968
- P. mohavensis Timberlake, 1956
- P. moldenkei Timberlake, 1980
- P. montereyensis Timberlake, 1956
- P. morelosana Timberlake, 1968
- P. mormonica Timberlake, 1956
- P. morula Timberlake, 1980
- P. mucronata Timberlake, 1956
- P. multiflorae Parker, 1988
- P. munda Timberlake, 1958
- P. munita Timberlake, 1964
- P. namatophila Timberlake, 1954
- P. nanula Timberlake, 1960
- P. nasuta Timberlake, 1962
- P. navarretiae Timberlake, 1958
- P. nayaritensis Timberlake, 1980
- P. nebrascensis Swenk & Cockerell, 1907
- P. neffi Timberlake, 1980
- P. nevadensis Cockerell, 1896
- P. nevadiana Timberlake, 1980
- P. nigricornis Timberlake, 1964
- P. nigridia Timberlake, 1962
- P. nigriventris Timberlake, 1954
- P. nigroaenea Timberlake, 1968
- P. nigrocaerulea Timberlake, 1954
- P. nigrocincta Timberlake, 1958
- P. nigroclypeata Timberlake, 1964
- P. nigronotata Timberlake, 1964
- P. nigroviridis Timberlake, 1954
- P. nitens Timberlake, 1956
- P. nodosicornia Timberlake, 1968
- P. novaeangliae Viereck, 1907
- P. novoleona Timberlake, 1971
- P. nubila Timberlake, 1958
- P. nuda Cockerell, 1896
- P. numerata Cockerell, 1895
- P. oaxacana Timberlake, 1964
- P. obispoensis Timberlake, 1958
- P. obliqua Timberlake, 1928
- P. obliquenotata Timberlake, 1968
- P. obscurata Cresson, 1878
- P. obscurella Timberlake, 1964
- P. obscurifascies Timberlake, 1968
- P. obscuripennis Timberlake, 1954
- P. obtusa Timberlake, 1968
- P. occidua Timberlake, 1960
- P. occlusa Timberlake, 1968
- P. octomaculata (Say, 1824)
- P. omani Timberlake, 1964
- P. optiva Timberlake, 1954
- P. ordinata Timberlake, 1962
- P. oregonensis Timberlake, 1929
- P. oreophila Timberlake, 1964
- P. otiosa Timberlake, 1971
- P. ovaliceps Timberlake, 1964
- P. pachygnatha Timberlake, 1977
- P. pallida Timberlake, 1954
- P. pallidipes Timberlake, 1964
- P. pallidiventris Timberlake, 1962
- P. panocheana Timberlake, 1964
- P. paroselae Timberlake, 1960
- P. parryellae Timberlake, 1971
- P. paula Timberlake, 1968
- P. pauliana Timberlake, 1977
- P. pauxilla Timberlake, 1980
- P. pectidis Cockerell, 1896
- P. pectoralis Timberlake, 1968
- P. peculiaris Timberlake, 1953
- P. pelargoides (Cockerell, 1916)
- P. percincta Timberlake, 1968
- P. perixantha Timberlake, 1960
- P. perlucens Timberlake, 1977
- P. pernitens Timberlake, 1980
- P. perpallida Cockerell, 1901
- P. perplexa Timberlake, 1962
- P. perpulchra Cockerell, 1896
- P. phymatae Cockerell, 1895
- P. physalidis Timberlake, 1958
- P. picturata Timberlake, 1960
- P. pilonotata Timberlake, 1980
- P. pinguis Timberlake, 1980
- P. placens Timberlake, 1968
- P. placida Timberlake, 1958
- P. planifrons Timberlake, 1968
- P. plucheae Timberlake, 1960
- P. polita Timberlake, 1958
- P. politissima Timberlake, 1980
- P. polycarpae Timberlake, 1954
- P. polygonellae Timberlake, 1954
- P. polytropica Timberlake, 1962
- P. pratensis Timberlake, 1980
- P. pratti Cockerell, 1906
- P. pretiosa Timberlake, 1980
- P. primula Timberlake, 1958
- P. prionopsidis Timberlake, 1960
- P. propinqua Timberlake, 1964
- P. propodealis Timberlake, 1954
- P. prosopidis Timberlake, 1964
- P. proxima Timberlake, 1958
- P. pubescens Timberlake, 1968
- P. pueblana Timberlake, 1964
- P. pulchella Timberlake, 1954
- P. pulliventris Timberlake, 1968
- P. pumila Timberlake, 1964
- P. puncticeps Timberlake, 1971
- P. punctifera Cockerell, 1914
- P. punctifrons Timberlake, 1958
- P. punctosignata Cockerell, 1895
- P. punctulata Timberlake, 1958
- P. purpurascens Timberlake, 1956
- P. pusilla Timberlake, 1964
- P. pusillissima Timberlake, 1977
- P. pygidialis Timberlake, 1980
- P. pyrifera Cockerell, 1925
- P. quadraticeps Timberlake, 1964
- P. quadrinotata Timberlake, 1968
- P. quadrisignata Timberlake, 1956
- P. quinquebalteata Timberlake, 1960
- P. rectangulata Cockerell, 1896
- P. recticincta Timberlake, 1980
- P. rehni Cockerell, 1907
- P. repens Timberlake, 1971
- P. reperta Timberlake, 1968
- P. replicans Timberlake, 1968
- P. retusa Timberlake, 1960
- P. rhodogastra Timberlake, 1954
- P. rhodura Cockerell, 1897
- P. rhois Cockerell, 1901
- P. richardsi Timberlake, 1964
- P. rivalis Timberlake, 1958
- P. robustula Timberlake, 1956
- P. rossi Timberlake, 1956
- P. rozeni Timberlake, 1968
- P. rudei Timberlake, 1980
- P. rufescens Timberlake, 1968
- P. rufiventris (Friese, 1917)
- P. salicis Cockerell, 1896
- P. salviae Timberlake, 1964
- P. sandhouseae Timberlake, 1964
- P. santaclarensis Timberlake, 1956
- P. scitula Timberlake, 1960
- P. scopata Timberlake, 1953
- P. scotti Timberlake, 1958
- P. scutellaris Timberlake, 1962
- P. schlingeri Timberlake, 1964
- P. schwartzi Timberlake, 1968
- P. sedulosa Timberlake, 1971
- P. sejuncta Timberlake, 1968
- P. semicaerulea Cockerell, 1896
- P. semicrocea Cockerell, 1895
- P. semilutea Timberlake, 1962
- P. senecionis Cockerell, 1896
- P. separata Timberlake, 1960
- P. sexfasciata Timberlake, 1954
- P. sexmaculata Cockerell, 1895
- P. sexnotata Timberlake, 1964
- P. shinnersi Timberlake, 1956
- P. sidae Cockerell, 1897
- P. similis Timberlake, 1958
- P. snellingi Timberlake, 1962
- P. snowii Cockerell, 1896
- P. socia Timberlake, 1968
- P. solidaginis Cockerell, 1922
- P. sonorensis Cockerell, 1899
- P. sparsa Fox, 1893
- P. speciosa Timberlake, 1971
- P. sphaeralceae Cockerell, 1896
- P. stabilis Timberlake, 1968
- P. stagei Timberlake, 1968
- P. stathamae Timberlake, 1964
- P. stenopyga Timberlake, 1964
- P. stephanomeriae Timberlake, 1954
- P. stepheni Timberlake, 1960
- P. sternalis Timberlake, 1964
- P. stigmalis Timberlake, 1971
- P. stottleri Cockerell, 1896
- P. suavis Timberlake, 1980
- P. subfasciata Cockerell, 1897
- P. subglabra Timberlake, 1971
- P. submaerens Timberlake, 1980
- P. submedia Timberlake, 1971
- P. subrufiventris Timberlake, 1980
- P. subvestita Timberlake, 1968
- P. sulphuripes Timberlake, 1964
- P. supranitens Timberlake, 1964
- P. swenki Crawford, 1915
- P. swezeyi Timberlake, 1958
- P. tacita Timberlake, 1968
- P. taeniata Timberlake, 1971
- P. tarda Cockerell, 1896
- P. tenebrosa Timberlake, 1968
- P. tessellata Timberlake, 1964
- P. thelypodii Timberlake, 1958
- P. thermophila Timberlake, 1962
- P. timberlakei Cockerell, 1925
- P. torchioi Timberlake, 1980
- P. tortifoliae Cockerell, 1906
- P. toschiae Timberlake, 1968
- P. townesi Timberlake, 1968
- P. townsendi Cockerell, 1896
- P. translineata Timberlake, 1960
- P. transversa Timberlake, 1956
- P. triangulifera Timberlake, 1964
- P. tricincta Timberlake, 1953
- P. tridentata Stevens, 1919
- P. trifasciata Timberlake, 1953
- P. trifida Timberlake, 1960
- P. trimaculata Timberlake, 1960
- P. trinotata Timberlake, 1964
- P. trisignata Cockerell, 1896
- P. tristissima Timberlake, 1968
- P. tropicalis Cockerell, 1912
- P. truncatella Timberlake, 1968
- P. tularensis Timberlake, 1956
- P. tumida Timberlake, 1980
- P. turgiceps Timberlake, 1954
- P. umbrata Timberlake, 1971
- P. utahensis Cockerell, 1896
- P. ute Griswold, 1993
- P. valida Timberlake, 1962
- P. vanduzeei Cockerell, 1923
- P. vandykei Timberlake, 1956
- P. variegata Timberlake, 1960
- P. varleyi Timberlake, 1962
- P. ventralis Fox, 1893
- P. venustella Timberlake, 1980
- P. verbesinae Cockerell, 1896
- P. veris Timberlake, 1968
- P. versuta Timberlake, 1962
- P. vesca Timberlake, 1968
- P. vestita Timberlake, 1958
- P. vicina Timberlake, 1962
- P. vidua Timberlake, 1964
- P. viridicollis Timberlake, 1971
- P. vittata Cockerell, 1923
- P. wasbaueri Timberlake, 1960
- P. washingtoniae Timberlake, 1971
- P. werneri Timberlake, 1968
- P. wheeleri Timberlake, 1928
- P. wilmattae Cockerell, 1906
- P. willcoxiana Timberlake, 1977
- P. williamsi Timberlake, 1962
- P. wislizeniae Timberlake, 1964
- P. wootonae Cockerell, 1898
- P. wyomingensis Cockerell, 1922
- P. xanthisma Cockerell, 1905
- P. xanthochroa Timberlake, 1960
- P. xanthodes Timberlake, 1960
- P. xanthops Timberlake, 1971
- P. xanthoxyli Timberlake, 1968
- P. xerophila Timberlake, 1962
- P. yosemitensis Timberlake, 1962
- P. zavortinki Timberlake, 1977
- P. zebrata Cresson, 1878
- P. zonalis Cresson, 1879